# Турсбю
Турсбю (швед. Torsby) — тарторт у однойменній комуні, лен Вермланд, ландскап Вермланд, Швеція.

## Географія
Місто розташованане в районі Фрикенських озер за 3,5 км від кордону з Норвегією, у 10 км на північ від адміністративного центру лену Вермланд міста Карлстад.

## Клімат
| Клімат Турсбю                              | Клімат Турсбю | Клімат Турсбю | Клімат Турсбю | Клімат Турсбю | Клімат Турсбю | Клімат Турсбю | Клімат Турсбю | Клімат Турсбю | Клімат Турсбю | Клімат Турсбю | Клімат Турсбю | Клімат Турсбю | Клімат Турсбю |
| Показник                                   | Січ.          | Лют.          | Бер.          | Квіт.         | Трав.         | Черв.         | Лип.          | Серп.         | Вер.          | Жовт.         | Лист.         | Груд.         | Рік           |
| Абсолютний максимум, °C                    | 10,6          | 9,0           | 14,2          | 21,5          | 26,6          | 33,5          | 32,2          | 30,2          | 24,5          | 18,8          | 13,2          | 9,5           | 33,5          |
| Середній максимум, °C                      | −3,4          | −2,4          | 1,8           | 7,2           | 13,4          | 18,0          | 21,2          | 19,6          | 14,9          | 7,4           | 2,2           | −0,6          | 8,2           |
| Середня температура, °C                    | −7            | −6,7          | −2,8          | 2,4           | 8,0           | 12,5          | 16,0          | 14,6          | 10,0          | 3,5           | −0,9          | −4,4          | 3,7           |
| Середній мінімум, °C                       | −10,6         | −10,9         | −7,5          | −2,3          | 2,6           | 7,0           | 10,8          | 9,5           | 5,1           | −0,3          | −4            | −8,1          | −0,7          |
| Абсолютний мінімум, °C                     | −35,6         | −38,2         | −32,4         | −25,5         | −9            | −3,6          | 1,1           | −1,9          | −7,3          | −20,2         | −28           | −32,7         | −38,2         |
| Середня кількість сонячних годин на місяць | 33            | 73            | 167           | 214           | 258           | 286           | 282           | 223           | 158           | 100           | 45            | 22            | 1861          |
| Норма опадів, мм                           | 45            | 34            | 33            | 32            | 35            | 41            | 57            | 70            | 62            | 52            | 62            | 49            |               |
| Днів з опадами                             | 24            | 20            | 22            | 16            | 16            | 15            | 16            | 18            | 19            | 20            | 21            | 23            |               |
| ------------------------------------------ | ------------- | ------------- | ------------- | ------------- | ------------- | ------------- | ------------- | ------------- | ------------- | ------------- | ------------- | ------------- | ------------- |

## Населення
Станом на 2017 рік населення міста становило 4 477 мешканців.

## Відомі люди
Уродженці
- Маркус Берґ — шведський футболіст, нападник національної збірної Швеції.
- Ґундер Бенґтссон — шведський футбольний тренер.
- Мікаель Лефґрен — шведський біатлоніст, призер олімпійських ігор.
- Санні Ослунд — шведський футбольний тренер.
- Свен-Йоран Ерікссон — шведський футбольний тренер.
- Лінн Перссон — шведська біатлоністка, призерка чемпіонату світу та олімпійських ігор.

Мешканці
- Тойні Ґустафссон — шведська лижниця, олімпійська чемпіонка.

## Спорт
В місті діє спортивний центр «Турсбю», у якому є лижний тунель, який був побудований в 2006 році, і став першим у Швеції. Поблизу міста розташований гірськолижний курорт Бранас.
У 2010 році в місті проходив Чемпіонат світу з біатлону серед юніорів.

## Світлини

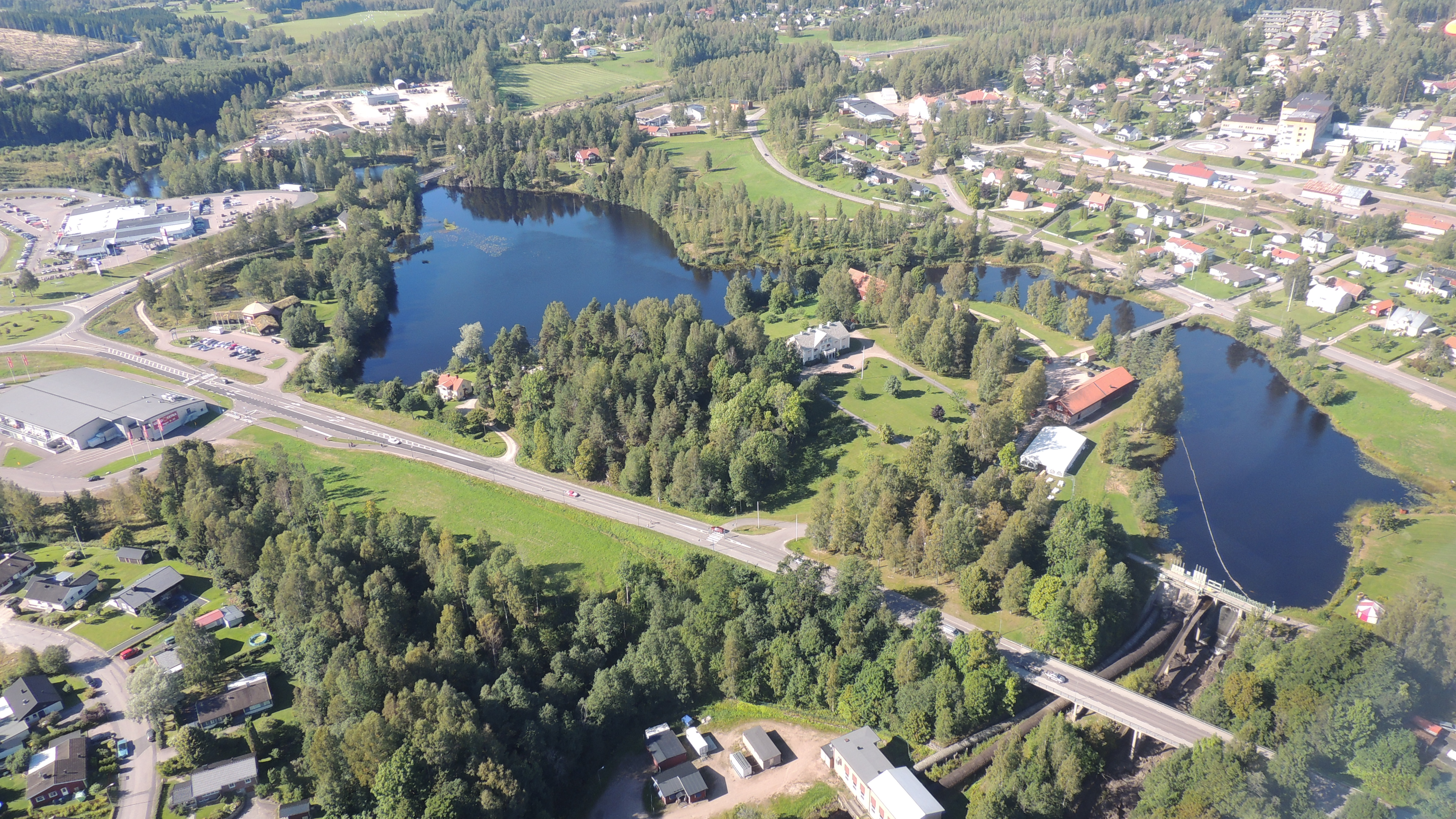
Вид міста з повітря
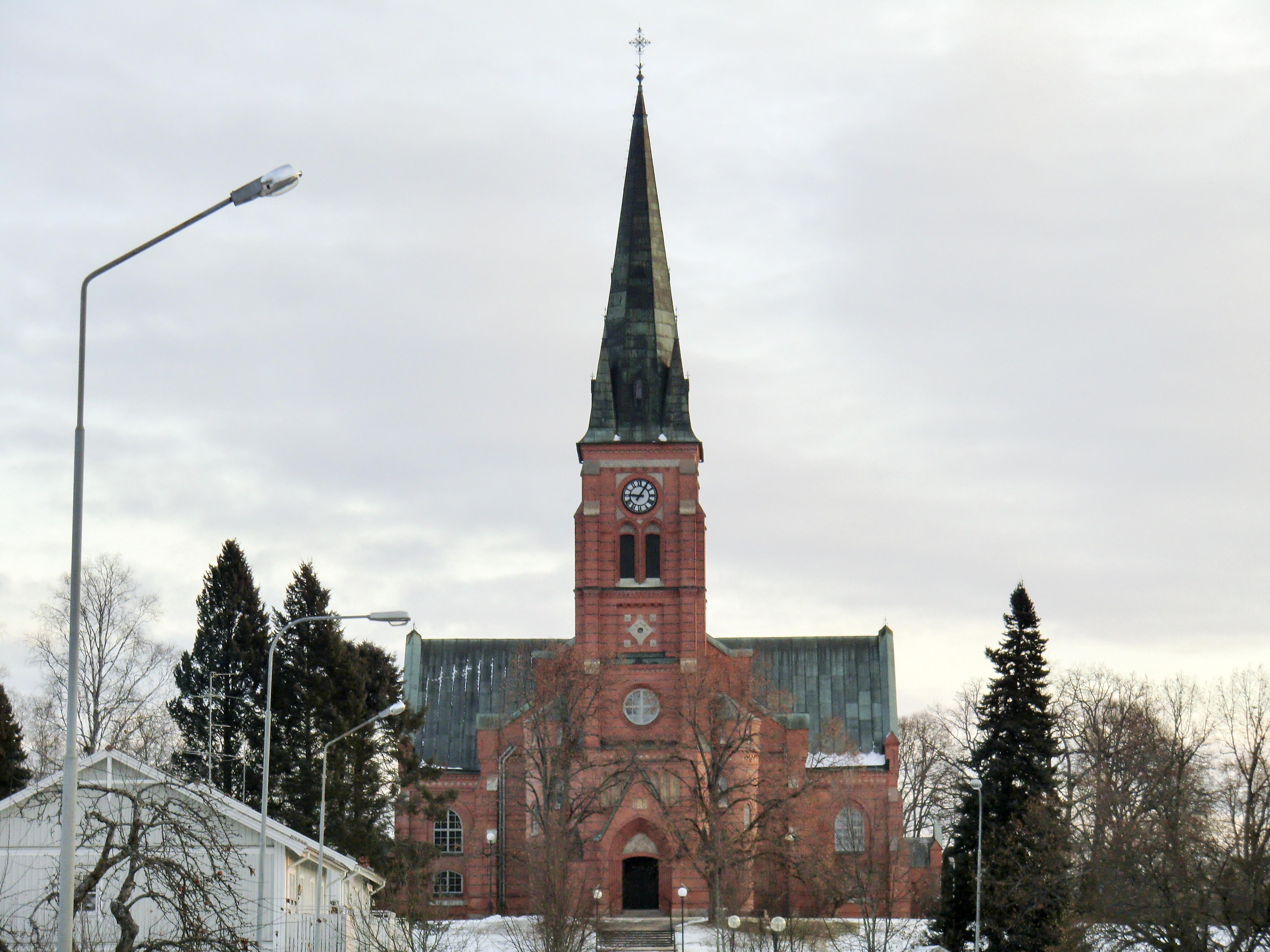
Міська кірха
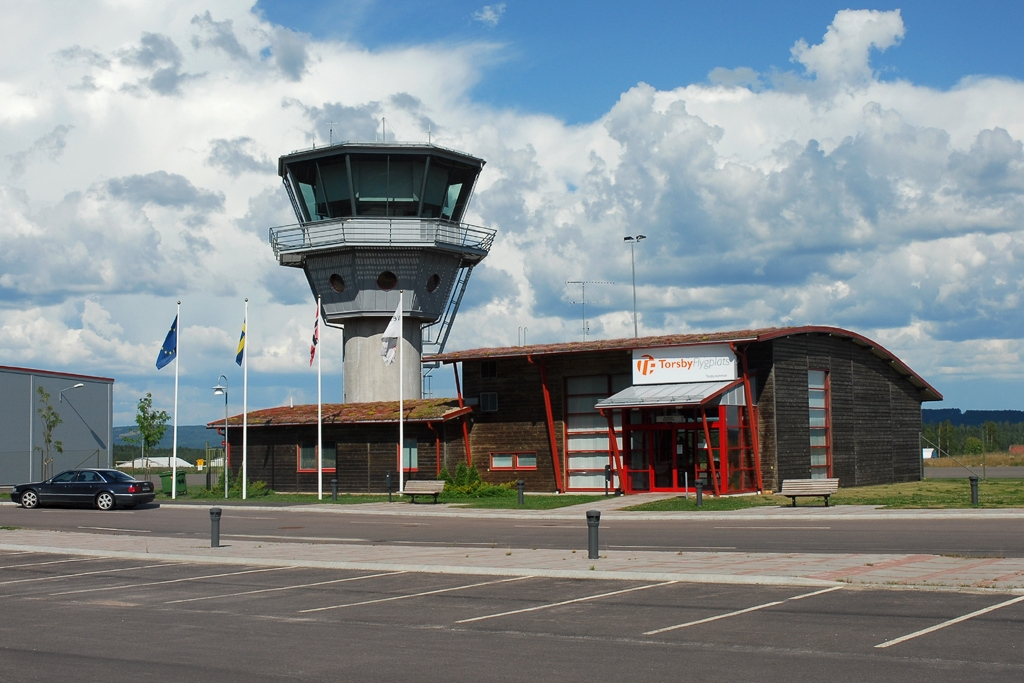
Міське летовище
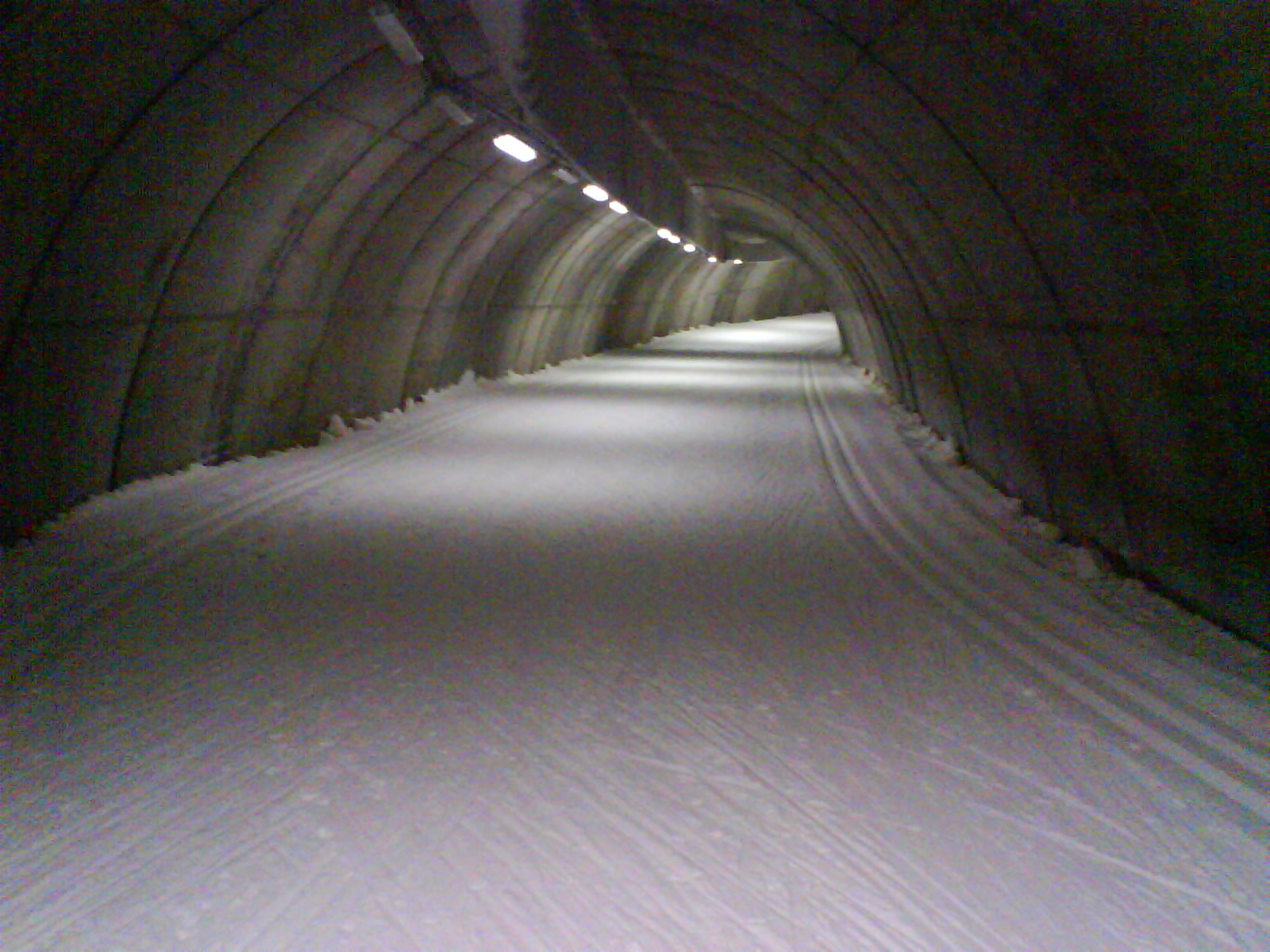
Лижний тунель